# Гусочка
Гусочка — річка в Україні, у Охтирському районі Сумської області. Права притока Гусинки (басейн Дніпра).

## Опис
Довжина річки 10,1 км.

## Розташування
Бере початок на південному заході від Кириківки. Спочатку тече на північний захід, потім на південний захід і на північно-західній околиці села Пологи впадає у річку Гусинку, ліву притоку Ворскли.